# Свети Атанасий (Солун)
Вижте пояснителната страница за други значения на Свети Атанасий.
„Свети Атанасий“ (на гръцки: Ιερός Ναός του Αγίου Αθανασίου) е възрожденска църква в македонския град Солун, част от Солунската епархия на Вселенската патриаршия, под управлението на Църквата на Гърция.
Църквата е разположена в центъра на града, на кръстовището на улиците „Егнатия“ и „Сократис“, югозападно от „Света Богородица Неръкотворна“. Построена на мястото на по-ранен храм, унищожен от пожар в 1817 година. Издигната е наново в 1818 година според надписа над южния вход. В архитектурно отношение представлява типичната за епохата трикорабна базилика с дървен покрив. Западната фасада е декоративно изработена с редуващи се дялани камъни и тухли, докато северната и южната стена са от ломен камък и дървени греди.
В интериора на западната стена и частично по северната и южната има п-образна галерия, женска църква. До северната стена има отделна малка стая, типична за манастирските храмове. Дървените тавани са украсени с различни геометрични фигури. Оригиналният рисуван иконостас е сменен с нов дървен, в който са вградени старите икони от XVI, XVIII и XIX век. През 90-те години на XIX век в храма работи представителят на Кулакийската художествена школа Митакос Хадзистаматис. Иконата „Исус Христос Велик Архиерей“ (1846), подписана „χειρ Ιω(άννη) Α. Ρ.“, е дело на Йоанис Анастасиу от Литохоро.
Възможно е на мястото, на което се намира храмът да е бил, известният от източници от XIV век, солунски метох „Свети Атанасий“. В 1569 година църквата с всичката ѝ собственост е купена от берския епископ Теофан Малакис и е дарена на манастира Влатадес. През османско време енория на „Свети Атанасий“ е една от най-големите и богатите в града и е обект на спорове между Солунската митрополия и манастира Влатадес.
- Вътрешността на храма с амвона
- Икона на светците Георги, Димитър, Пантелей, Теодор Стратилат и Теодор Тирон, Антоний от храма. Днес в Музея на византийската култура